# 左店镇
左店镇，原为左店乡，是中华人民共和国安徽省合肥市长丰县下辖的一个乡镇级行政单位。位于长丰县东北部，距县城水家湖12公里。

## 建置沿革
- 1983年乡社分立，始设左店乡，隶属朱巷区；
- 1992年和2005年两次区划调整，下辖行政村由8个增至10个；
- 2012年5月经县政府批准，原杜集乡创新社区整建制划归左店管辖。
- 2021年2月，撤乡设镇。[2]

## 行政区划
左店镇下辖以下地区：
左店社区、陆桥村、高闫村、淮光村、永丰村、代集村、韩庄村、梁曹村、凤凰村和梁埝村。